# Henri Cox
Henri (Han) Cox (Arnhem, 21 mei 1899 - Deventer, 18 maart 1979) was een Nederlands roeier. Eenmaal nam hij deel aan de Olympische Spelen, maar won bij die gelegenheid geen medaille. 

## Roeier
Op de Olympische Spelen van 1928 in Amsterdam maakte hij op 28-jarige leeftijd zijn olympisch debuut op het roeionderdeel dubbel-twee. De roeiwedstrijden vonden plaats op de Ringvaart bij Sloten, omdat de Amstel was afgekeurd door de Internationale Roeibond FISA. De wedstrijdbaan van 2000 m was vrij smal en hierdoor was het olympische programma verlengd. Totaal was er 3000m rechte baan beschikbaar, zodat ook extra oefenwater beschikbaar was. Via een speciaal systeem met repèchages waren ploegen niet direct uitgeschakeld, maar konden zich middels een herkansing alsnog kwalificeren voor de halve finale. Met zijn roeipartner Constant Pieterse werd hij in de kwartfinale uitgeschakeld met een tijd van 6.52,8.
Cox was aangesloten bij roeivereniging Het Spaarne in Haarlem. Hij werd tandarts in Heemstede.

## Palmares

### roeien (dubbeltwee)
- 1928: kwart finale OS - 6.52,8
- 1930:  EK in Luik

## Oorlogsjaren
Na de capitulatie werd Cox lid van een verzetsgroep die deel uitmaakte van  Oranjewacht, een landelijke para-militaire organisatie. Daar ontmoette hij Tom de Haas, die plannen maakte om met zijn zeilboot naar Engeland te gaan en hem vroeg of hij mee wilde gaan. Cox ging niet mee maar kende de familie Moree. Hun 20-jarige zoon Kees was stuurmansleerling en mocht ook mee, vader Moree zou voor een buitenboordmotor zorgen. Alfred de Groot, een sigarenhandelaar uit Haarlem, werd de derde man van het gezelschap. 
Cox had in Callantsoog een vakantiehuisje. Daar konden de jongens rustig bekijken waar de beste vertrekplaats was. Ze kozen voor St. Maartenszee. Ze mochten hun boot bij een boer parkeren. Op de dag van vertrek, 18 april 1941, liep er van alles mis. De sigarenhandelaar was dronken. Cox hielp de jongens om de boot via de smalspoorrails, die gewoonlijk voor de reddingsboten werd gebruikt, naar het strand te brengen. De boot viel bij de boerderij al met zijn neus op de grond waardoor de mast ontzet werd. Ze bereikten de zee maar deze lichtte op en zo konden de Duitsers hen spoedig ontdekken. Iedereen werd gearresteerd behalve Cox, die ongezien het water indook.  
Na de oorlog werd Cox weer tandarts.   
Constant Pieterse · 
Henri Cox